# Dhean Titania Fajrin
Dhean Titania Fajrin (14 de julio de 1998) es una deportista indonesia que compite en taekwondo. Ganó una medalla de bronce en el Campeonato Asiático de Taekwondo de 2018 en la categoría de –49 kg.

## Palmarés internacional
| Campeonato Asiático | Campeonato Asiático          | Campeonato Asiático | Campeonato Asiático |
| Año                 | Lugar                        | Medalla             | Categoría           |
| ------------------- | ---------------------------- | ------------------- | ------------------- |
| 2018                | Ciudad Ho Chi Minh (Vietnam) | Medalla de bronce   | –49 kg              |

| Año  | Torneo                | Resultado     | Puesto | Ciudad             | Peso | Categoría |
| ---- | --------------------- | ------------- | ------ | ------------------ | ---- | --------- |
| 2017 | Abierto de Kazajstán  | Plata         | 2.º    | Atyrau             | -46  | Sénior    |
| 2017 | Campeonato Mundial    | Participación | —      | Muju               | -46  | Sénior    |
| 2018 | Abierto de Malasia    | Oro           | 1.º    | Kuala Lumpur       | -49  | Sénior    |
| 2018 | Campeonatos Asiáticos | Bronce        | 3.º    | Ciudad Ho Chi Minh | -49  | Sénior    |
| 2018 | Juegos Asiáticos      | Participación | —      | Jacarta            | -49  | Sénior    |